# Callionymus carebares
Callionymus carebares es una especie de peces de la familia Callionymidae en el orden de los Perciformes.

## Distribución geográfica
Se encuentra desde el Golfo de Adén, el Golfo de Omán y el Golfo Pérsico hasta las costas de la India.